# Baby Don't Hurt Me
Baby Don't Hurt Me è un singolo del DJ francese David Guetta, della cantante britannica Anne-Marie e della rapper statunitense Coi Leray, pubblicato il 6 aprile 2023. Si tratta di una interpolazione del singolo What Is Love di Haddaway del 1993.
Alla 66ª edizione dei Grammy Awards il brano è stato candidato nella categoria alla miglior registrazione pop dance.

## Video musicale
Il video musicale del brano, diretto da Hannah Lux Davis, è stato pubblicato il 5 maggio 2023 attraverso il canale YouTube di Guetta.

## Uso nei media
- Il brano è stato usato nella nona edizione del programma televisivo Ciao Darwin condotto da Paolo Bonolis e Luca Laurenti e nella diciassettesima edizione del reality Grande Fratello condotto da Alfonso Signorini (entrambi in onda su Canale 5) come singolo degli Highlights trasmessi a fine puntata.

## Classifiche

### Classifiche settimanali
| Classifica (2023-2024) | Posizione massima |
| ---------------------- | ----------------- |
| Austria                | 13                |
| Belgio (Fiandre)       | 10                |
| Belgio (Vallonia)      | 4                 |
| Canada                 | 15                |
| Francia                | 20                |
| Germania               | 9                 |
| Irlanda                | 10                |
| Italia                 | 26                |
| Norvegia               | 14                |
| Lituania               | 38                |
| Paesi Bassi            | 8                 |
| Portogallo             | 54                |
| Regno Unito            | 13                |
| Romania                | 7                 |
| Spagna                 | 89                |
| Stati Uniti            | 48                |
| Svezia                 | 36                |
| Svizzera               | 10                |

### Classifiche di fine anno
| Classifica (2023) | Posizione |
| ----------------- | --------- |
| Italia            | 59        |